# Hotel Moskwa

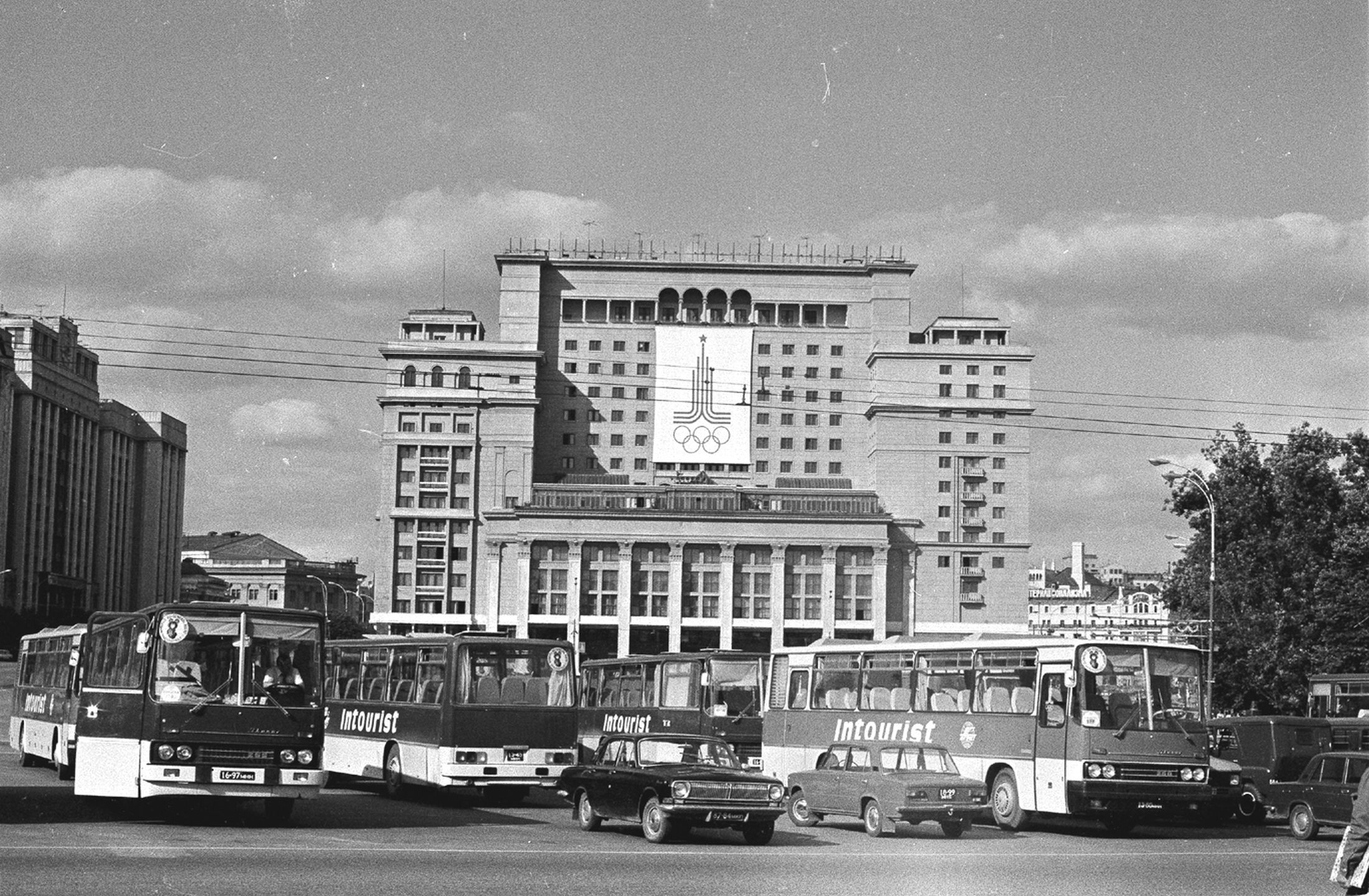
Das alte Hotel im Jahr 1980

Das Hotel Moskwa (russisch Гостиница Москва/Gostiniza Moskwa, d. h. Hotel Moskau) neben dem Roten Platz im Zentrum der russischen Hauptstadt Moskau galt nach seiner Eröffnung 1935 als Glanzstück des Architekturstils der Stalinzeit. 2002 wurde das monumentale Hotel geschlossen und 2004 aus undurchsichtigen Gründen abgerissen. Von 2005 bis 2014 wurde das Hotel Moskwa im alten Stil neu aufgebaut.

## Planung und Bauzeit
Das Gebäude wurde vom Architekten Alexei Schtschussew errichtet, der unter anderem auch das Lenin-Mausoleum gebaut hatte und als Stadtplaner für den Ausbau Moskaus während der Stalinzeit gilt. Obwohl die 1932 begonnenen Bauarbeiten erst 1938 abgeschlossen wurden, eröffnete das Hotel schon am 20. Dezember 1935.
Das Hotel galt als eines der besten von Moskau, sein Innenraum war mit aufwendigen Kunstwerken und Mosaiken der besten Künstler der Sowjetunion gestaltet. Von der Lobby des Hotels Moskwa führte eine Treppe direkt hinunter in die Metro-Station Ochotny Rjad der „roten“ Sokolnitscheskaja-Linie.
Alleine die erste Bauphase bis zur Eröffnung des Hotels 1935 soll 45 Millionen Rubel gekostet haben, drei Mal mehr als für das gesamte Bauwerk budgetiert.

## Das alte Hotel
Eine Besonderheit des Hotels Moskwa war seine asymmetrische Fassade. Eine (möglicherweise apokryphe) Erklärung dafür ist, dass Architekt Schtschussew kurz vor Baubeginn Stalin eine Blaupause mit zwei Varianten der Fassadengestaltung vorlegte, eine streng klassische und eine dekorative. Stalin soll seine Unterschrift in die Mitte gesetzt haben. Weil sich niemand getraute, den Diktator zu fragen, was er wirklich wollte, wurden die beiden Flügel genau so unterschiedlich gebaut, wie sie auf der Blaupause mit Stalins Unterschrift zu sehen waren.
Während des Zweiten Weltkriegs logierte im Hotel Moskwa der Komponist Dmitri Schostakowitsch für die Premiere seiner Leningrader Symphonie. Gleichzeitig lebten dort die Kommandeure der sowjetischen Luftverteidigung, die vom Hotel Moskwa aus in wenigen Minuten in den Kreml gerufen werden konnten. Auf dem Hoteldach standen Luftabwehrgeschütze, welche den Kreml vor Luftangriffen schützen sollten.
Der Kulturminister Michail Schwydkoi versuchte den Abriss des Hotels zu verhindern, in dem er es zum Architekturdenkmal erklären wollte. Trotzdem wurde das monumentale Hotel 2004 abgerissen. Begründet wurde dies damit, dass das Gebäude in einem schlechten Zustand war und der Plan eines Tiefgaragenbaus nur so realisiert werden konnte.
Das Hotel Moskwa ist unter anderem auf den Etiketten der Wodka-Marke Stolichnaya zu finden.

## Der Neubau

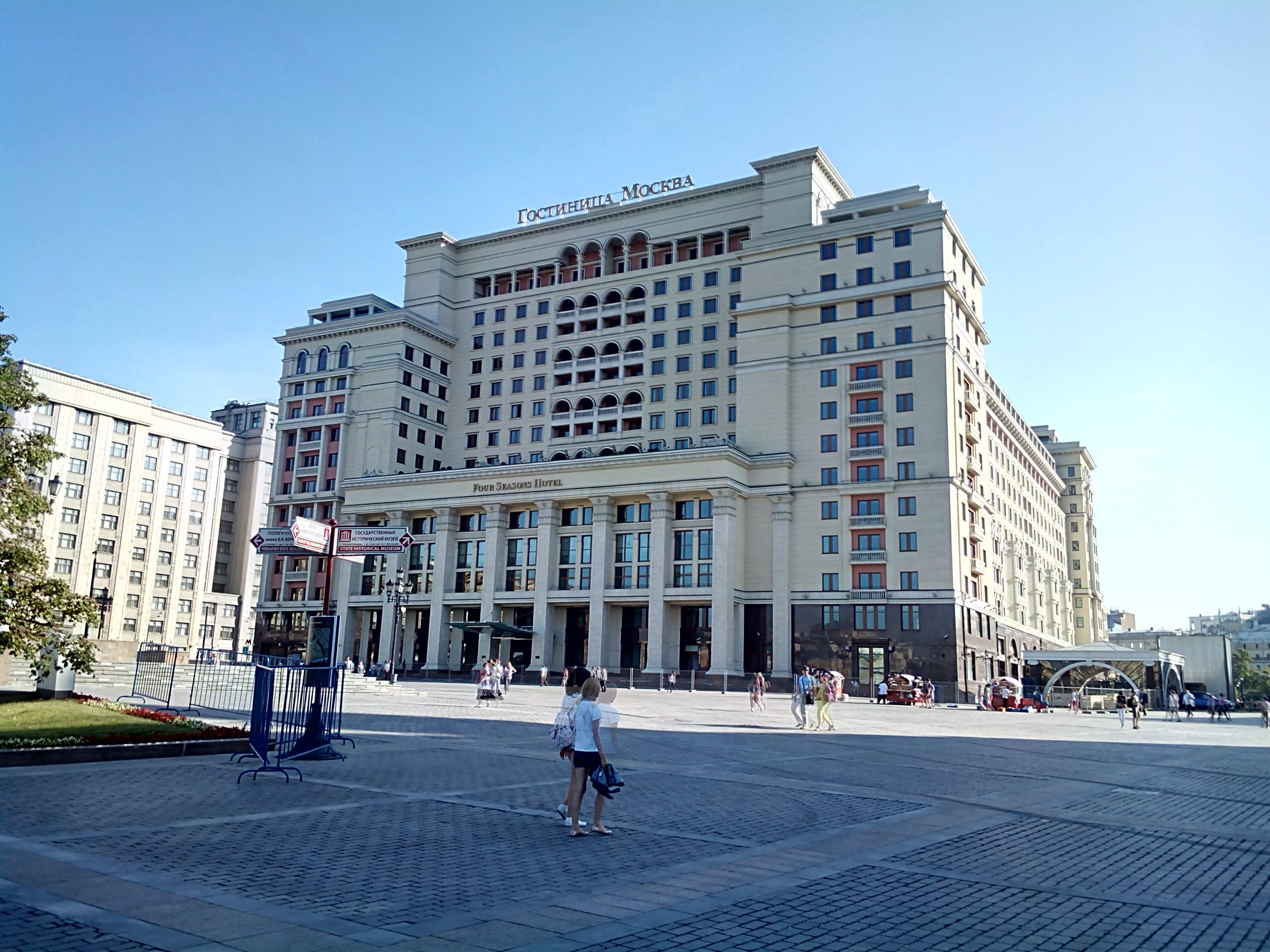
Four Seasons Hotel Moscow (2014)

Seit 2005 wurde das Hotel Moskwa nach dem Vorbild des historischen Gebäudes vom österreichischen Baukonzern Strabag wieder aufgebaut und sollte schon 2010 als Hotel der Four Seasons-Kette neu eröffnet werden. 75 Prozent des 800 Mio. Dollar teuren Neubaus finanzierte die Deutsche Bank, die Stadt Moskau steuerte die restlichen 25 Prozent bei.
Der Bau wurde vorübergehend gestoppt, weil fast die Hälfte oder 87,5 Millionen Dollar des Kredites der Stadt Moskau verschwunden sind. Die Ermittlungen laufen noch. Unter Tatverdacht steht der Bauherr Dekmos, an dem zu 51 Prozent der US-amerikanische Investor Decorum und zu 49 Prozent die Stadt Moskau beteiligt sind. Hinter Decorum soll allerdings der Duma-Abgeordnete Aschot Jegiasarjan stehen, der seither auf der Flucht ist.
Am 30. Oktober 2014 wurde das Four Seasons Hotel Moscow wiedereröffnet.